# Windigsteig
Windigsteig är en ort och kommun  i Österrike. Den ligger i distriktet Waidhofen an der Thaya i förbundslandet Niederösterreich, 100 km nordväst om huvudstaden Wien.
Kommunen består av 13 orter (Ortschaften) (inom parentes invånarantal 1 januari 2024):

- Edengans (22)
- Grünau (28)
- Kleinreichenbach (72)
- Kottschallings (80)
- Lichtenberg (54)
- Markl (85)
- Matzlesschlag (48)
- Meires (67)
- Rafings (67)
- Rafingsberg (18)
- Waldberg (45)
- Willings (42)
- Windigsteig (320)